# Sexualsystemet
Sexualsystemet är en indelning av växtriket efter deras könsdelar; ståndare och pistiller, eller uppfattningen att djur- och växtriket normalt är tvåkönade samt att eukaryoters reproduktion beskrivs könsartat.
Det bevisades 1694 av Rudolf Jakob Camerarius att växter var tvåkönade, men hade anats under antiken. Prospero Alpini visade redan 1594 att dadelpalmer är tvåkönade, om vilket han skrev i De Plantis Aegypti liber, och Sébastien Vaillant generaliserade idén och beskrev pollinering på 1720-talet.
Carl von Linné utvecklade en systematik, kallad Linnés sexualsystem, i Systema naturae, som är grundad på arternas yttre utseende med ståndare och pistiller, och biologins hierarki. Denna taxonomi är baserad bland annat på Camerarius och Alpinis iakttaglser. Ofta avses endast Linnés systematik med begreppet. Innan Linné hade andra taxonomier uppställts: växter hade inordnats efter deras blommor som Joseph Pitton de Tournefort, efter deras hjärtblad som John Ray, eller efter deras frukter och frön som Andrea Cesalpino.